# Milton Jung
Milton Ferretti Jung Júnior (Porto Alegre, 1 de agosto de 1963) é um jornalista, radialista e palestrante brasileiro.

## Biografia
Iniciou sua carreira em 10 de agosto de 1984, tendo trabalhado em veículos como rádio Guaíba, rádio Gaúcha, jornal Correio do Povo, TV Globo, SBT, TV Cultura, Rede TV e Portal Terra.
Filho do célebre jornalista gaúcho Milton Ferreti Jung, o Correspondente Guaíba da Rádio Guaíba de Porto Alegre, Mílton Jung radicou-se em São Paulo em 1991.
Formado pela PUC do Rio Grande do Sul, iniciou na carreira jornalística na Rádio Guaíba, em 1984, e depois no jornal Correio do Povo. Ainda em Porto Alegre, foi repórter da Rádio Gaúcha e do SBT.
Mudou para São Paulo para atuar como repórter na TV Globo de São Paulo. No fim de 1992 foi para a TV Cultura, onde apresentou os telejornais 60 Minutos e Jornal da Cultura, até 1999, quando mudou-se para a recém-inaugurada RedeTV!. Lá apresentou o Leitura Dinâmica e narrou jogos de futebol e tênis, até sair da emissora, em 2001. Apresentou o Jornal do Terra, do Portal Terra, nos anos de 2004 e 2005.
O rádio é o veículo em que Mílton se realiza. Está na rádio CBN desde 1998. Em 2011 deixou de apresentar o CBN São Paulo, na rádio CBN, o qual apresentava desde 2000, passando a apresentar o Jornal da CBN, no lugar de Heródoto Barbeiro. O trabalho no rádio rendeu, até agora, dois livros: Conte sua história de São Paulo (Editora Globo, 2006), baseado num quadro do CBN São Paulo, e um manual dedicado a estudantes de jornalismo: Jornalismo de Rádio (Contexto, 2005), adotado por vários cursos universitários. Mantém um blog de notícias desde 2013.
Criou em 2008 a rede Adote um Vereador, na qual os cidadãos são convidados a acompanhar e fiscalizar o trabalho dos legisladores municipais.
É torcedor do Grêmio FBPA.

## Carreira

### Televisão
| Ano       | Nome              | Função       | Emissora           |
| --------- | ----------------- | ------------ | ------------------ |
| 1991-1992 | São Paulo Já      | Repórter     | TV Globo São Paulo |
| 1992-1999 | Jornal da Cultura | Apresentador | TV Cultura         |
| 1999-2001 | Leitura Dinâmica  | Apresentador | Rede TV!           |
| 2004-2005 | Jornal do Terra   | Apresentador | Portal Terra       |

### Rádio
| Ano           | Nome          | Cargo        | Emissora |
| ------------- | ------------- | ------------ | -------- |
| 2000-2011     | CBN São Paulo | Apresentador | CBN      |
| 2011-presente | Jornal da CBN | Apresentador | CBN      |